# Miravall (Vall de Cardós)
El Miravall és una muntanya de 1.866,3 metres d'altitud del terme municipal de Vall de Cardós, a la comarca del Pallars Sobirà, dins del territori de l'antic terme d'Estaon.
Està situat a ponent de Lladrós, al nord-oest de Benante i al nord-nord-est d'Estaon. És a migdia del Coll de Jou.